# 石田縞

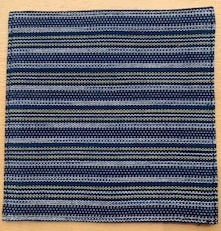
石田縞

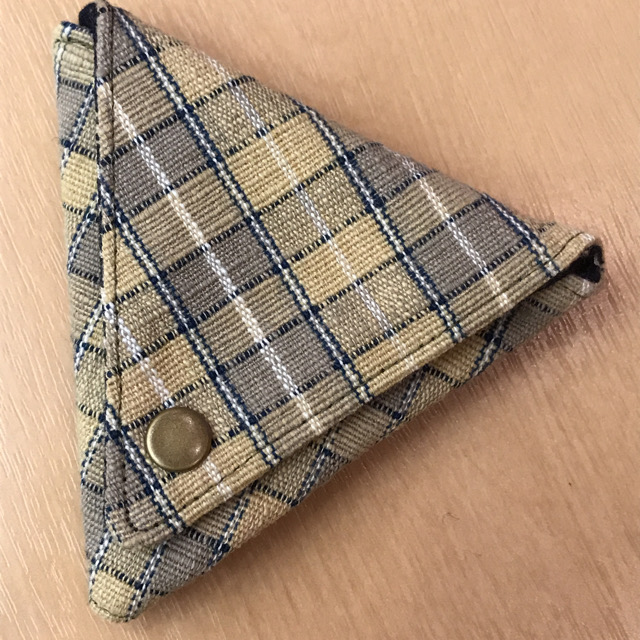
越前石田縞

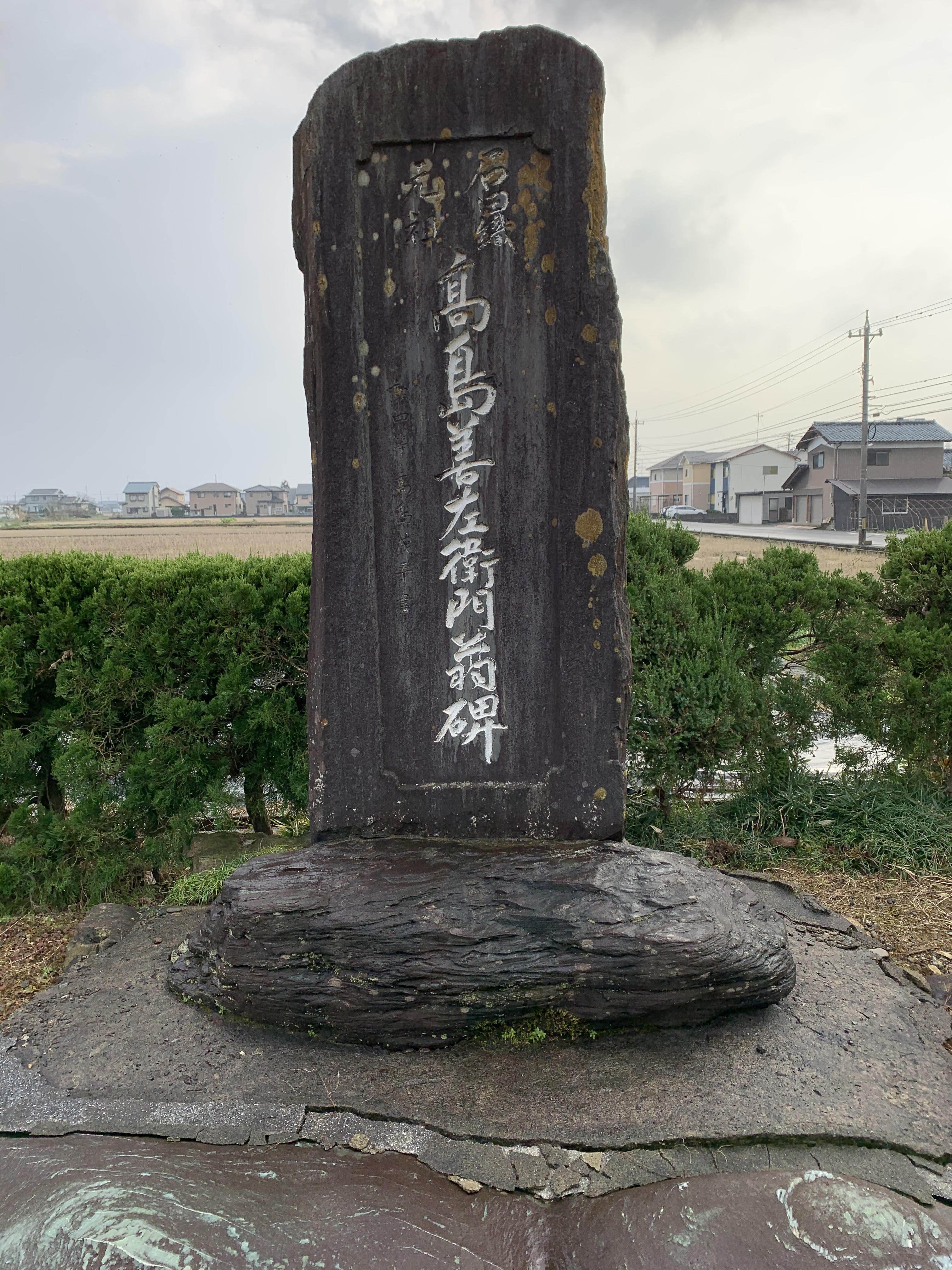
高島善左衛門の碑

石田縞（いしだじま）は、越前国丹生郡下石田村（立待村を経て現・福井県鯖江市）を発祥として、江戸時代後期から生産されている縞木綿。

## 概要
高島善左衛門（1775年 - 1849年) により導入された。緯糸には細い唐糸を合わせた双子糸を使い、きめ細やかに織られる。染料には主に藍が使われている。女学生の制服、農作業着、布団地などに使用されていた。

## 歴史

### 起源
丹生郡の下石田（現在の鯖江市石田下町）に住む高島善左衛門は、文政年中（1818年 - 1829年）、耕地が少なく農業のみでは生計維持の困難な貧しい村人を救うため、機織の工場を設立し、木綿縞織物製造の普及に努めた。これが石田縞の始まりとされている。
高島善左衛門は、当時、縞織物の大産地であった美濃より職工を招いて製織の技術を導入した。

### 最盛期
丈夫で織り目、縞模様もはっきりとした素朴な生地で、しかも廉価であった石田縞は、衣服や、野良着、布団地など、主に地元住民の生活に定着するようになった。また、福井県内の女学生、小学校の制服にも指定、採用された。石田縞の制服は当時人気があり、福井女子師範学校の生徒は「縞の君」と呼ばれた。最盛期の1900年（明治33年）には、生産高が33万反に達するほどだったという記録がある。

### 再興から現在
石田縞の復元のきっかけは、高島善左衛門の出身地である立待小学校の副読本『郷土の偉人　石田縞の元祖　高島善左衛門』の刊行であった。同書は当時立待小の教員であった池田和栄によって1954年（昭和29年）にまとめられる。
吉川道江は実家の祖母が石田縞の名手であったと副読本を読んだこどもから聞き、石田縞に興味を持つ。その後、吉川はこどもが同じクラスの保護者の山本かよ子と知り合い、復元を決意。すでにふとんやモンペの紐などのから石田縞の布地を収集し復元する。
吉川は集めた布地を分析し、8ヶ月かけて半反を折り上げる。その後山本が半コートに仕立て、1972年（昭和47年）に立待小学校創立100周年記念祭で復元した布地を展示した。
石田縞の制服は、仁愛女子短期大学教授の中野千鶴子が当時の布地や卒業生の証言をもとに復元し、のち1984年（昭和59年）の福井県立博物館（現・福井県立歴史博物館）の開館時に展示された。
吉川と山本は鯖江市指定無形文化財技術保持者となり、鯖江市繊維協会が設立した「石田縞手織りセンター」で指導にあたっている。「石田縞手織りセンター」は2009年に設立された。また、仁愛女子短期大学出身の佐々木理恵が、学生時代に中野から石田縞復元を卒業制作として勧められたことをきっかけに制作を継承している。佐々木は山田標件の勧めもあり、竹紙糸を織り込み、手紡糸を草木染し手織りで「越前石田縞」を制作している。

## 民俗

### 民謡
石田縞には唄が残っている。
- 一反織りゃよいのに三反織って、あとの一反は殿ごへ進上[15]
- 「石田縞織唄」石田縞織り話したことは　ざんげすまいぞ別れても　　 何の因果で恋しき様と　離れ離れで暮らすやら　…(以下略)[16][17]
- キッチャコ　キッチャコ　バッチャコで一銭五厘もうけた　…(以下略)

この唄には「いまに九時うつ　もう一時間」と毎晩10時まで働いていたことが唄われている。

## 文学作品での言及

### 小説
- 中野重治『梨の花』新潮社、1959年（のちに、角川文庫、新潮文庫、岩波文庫より出版）
- 津村節子『遅咲きの梅』中央公論社、1978年

衰退した石田縞の復元に努める女性を主人公とした小説。当時（1973年3月）鯖江市で石田縞の復興に尽力していた吉川道江に取材して執筆。『婦人公論』1976年6月号から1978年1月号にかけて連載された。津村の「ふるさと五部作」のひとつとして知られる。

### エッセイ
いずれも津村節子による。
- 「石田縞――『遅咲きの梅』について」（『心をつむぐ　伝統の美をささえるもの』大和書房、1981年、pp.113-117）
- 「幻の縞を織る女」（『私の女友達』毎日新聞社、1986年、p.197）